# 2087
Năm 2087. Trong lịch Gregory, nó sẽ là năm thứ 2087 của Công nguyên hay của Anno Domini; năm thứ 87 của thiên niên kỷ thứ 3 và của thế kỷ 21; và năm thứ tám của thập niên 2080.